# Mehrfachtraktion

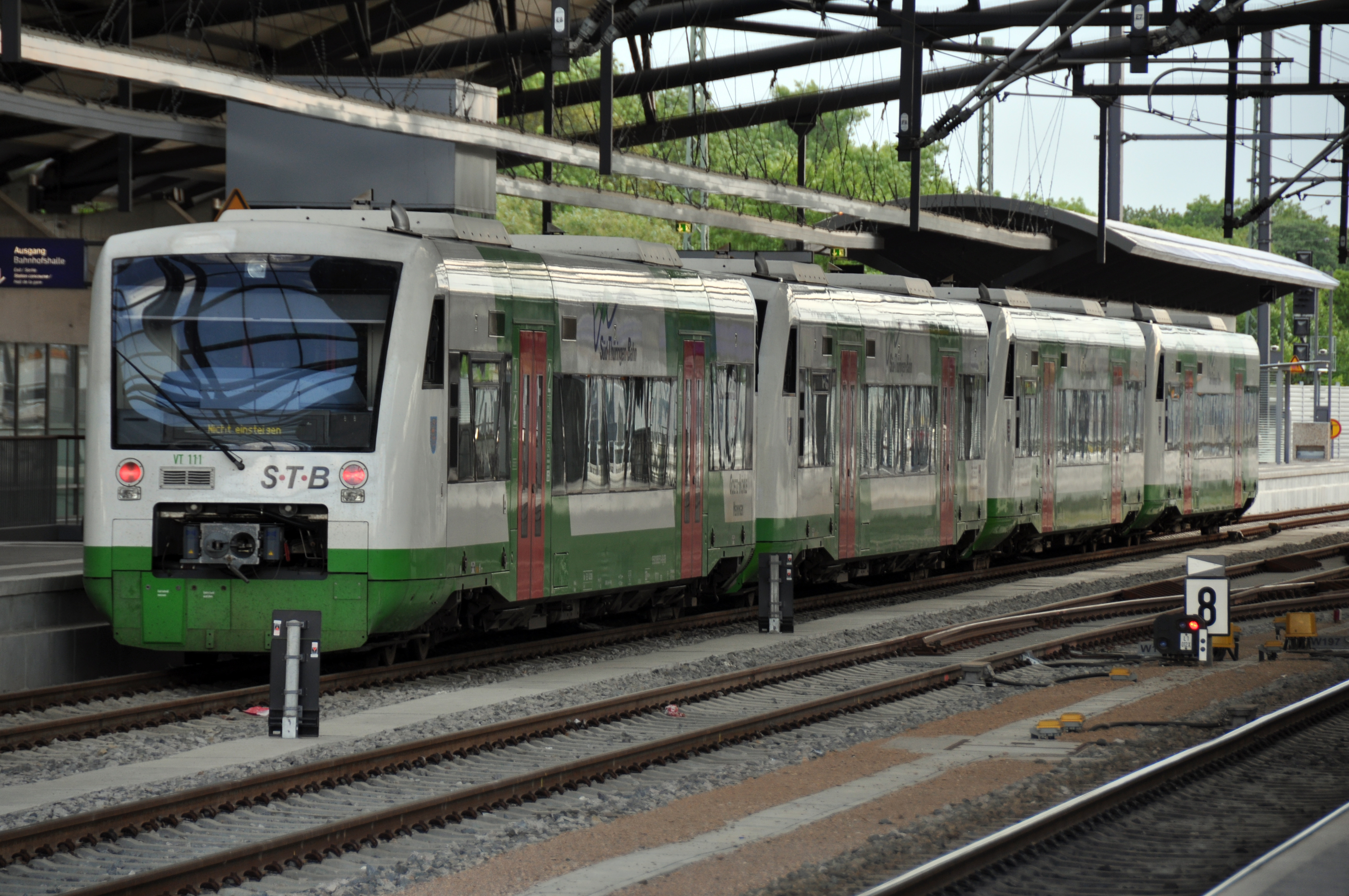
Regio-Shuttle in Vierfachtraktion

Die Mehrfachtraktion ist das vereinigte Führen von mehreren Triebfahrzeugen in einem Eisenbahnzug. Bei Mehrfachtraktion mit Fernsteuerung werden sämtliche Fahrzeuge nur von einem Führerstand bedient, fehlt eine Fernsteuerung, muss jedes Triebfahrzeug von einem Triebfahrzeugführer besetzt sein. Letztere Betriebsart war bei Dampflokomotiven üblich.

## Begriffe
Die Einrichtung, die bei Mehrfachtraktion die Fernsteuerung der nicht besetzten Triebfahrzeuge ermöglicht, wird Mehrfachsteuerung oder Vielfachsteuerung genannt. Die einfachste Mehrfachtraktion ist die Doppeltraktion, bei der zwei Triebfahrzeuge einen Zug führen oder zwei Triebzüge miteinander gekuppelt sind. Der Begriff „Doppeltraktion“ ist dabei nicht an eine Fernsteuerung des zweiten Triebfahrzeugs gebunden. Darüber hinaus gibt es auch Dreifachtraktion, Vierfachtraktion und so weiter, wenn mehr Triebfahrzeuge verwendet werden. Wenn die Lokomotive an der Zugspitze die übrigen Lokomotiven nicht fernsteuert, wird diese als Vorspannlokomotive bezeichnet.
Das besetzte Triebfahrzeug in einer Mehrfachtraktion mit Fernsteuerung wird als führendes Triebfahrzeug bezeichnet, die nicht besetzten aktiven Triebfahrzeuge sind geführte Triebfahrzeuge. Bei den Österreichischen Bundesbahnen wird die Doppeltraktion als Tandem bezeichnet, das ferngesteuerte Triebfahrzeug als Tandemtriebfahrzeug.

## Anwendung

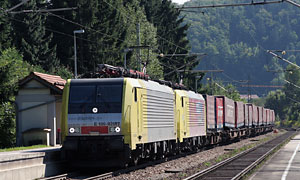
Doppeltraktion vor einem Güterzug auf der Inntalstrecke in Oberaudorf

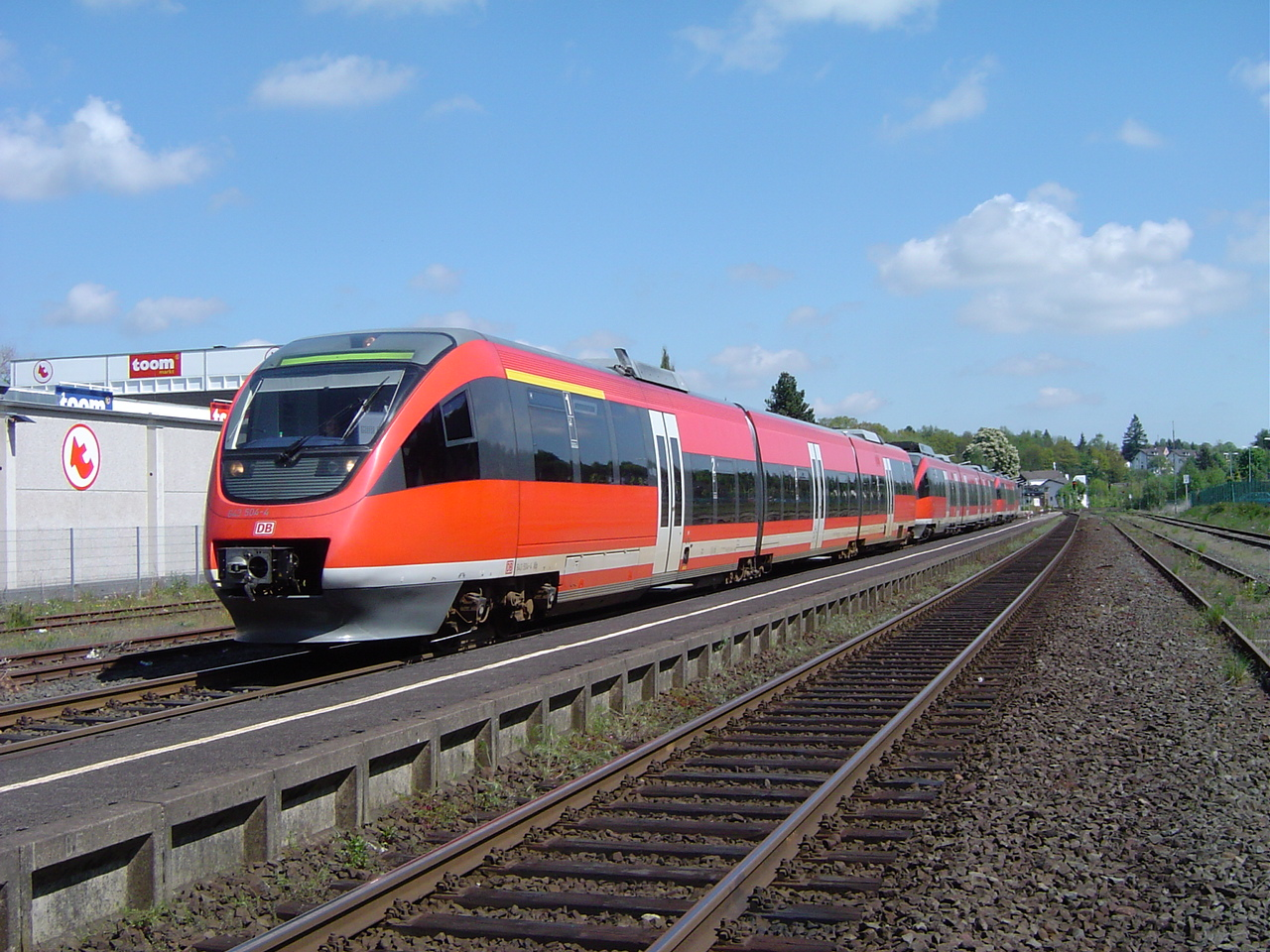
Dreifachtraktion von Bombardier Talent Dieseltriebzügen

Die häufigste Anwendung der Mehrfachtraktion besteht darin, die verfügbare Zugkraft für die Beförderung des Zuges durch den Einsatz mehrerer Triebfahrzeuge zu erhöhen. Dies ist insbesondere erforderlich, wenn eine einzelne Lokomotive nicht ausreicht um die vorgegebene Zugmasse unter Berücksichtigung der Streckenführung und des Wetters mit der gewünschten Geschwindigkeit zu befördern. In der Regel werden mehrere Lokomotiven an der Zugspitze eingesetzt. Die Anzahl der Triebfahrzeuge an der Zugspitze ist durch die Zugfestigkeit der Kupplungen begrenzt. Wenn es nicht möglich ist, alle Triebfahrzeuge an der Zugspitze einzureihen, müssen Zwischenlokomotiven oder Schiebelokomotiven eingesetzt werden.
Eine weitere Anwendung der Mehrfachtraktion ist das Überführen von Lokomotiven, ohne dass zusätzliche Fahrplantrassen beansprucht werden müssen. Bei dieser Anwendung der Mehrfachtraktion kann zudem der Triebfahrzeugführer der zu überführenden Lokomotive entfallen. In diesem Zusammenhang spielt die Zugfestigkeit der Kupplungen keine entscheidende Rolle, weshalb es beispielsweise bei der SBB immer wieder zu Vierfachtraktionen kam. In Südafrika können die Lokomotiven der TFR-Klasse 23E aus diesem Grund sogar in Achtfachtraktion verkehren. Mehrfachtraktion wird in außereuropäischen Ländern auch angewandt um eine Redundanz bei Ausfall eines Triebfahrzeugs zu erreichen, was in abgelegenen Gebieten besonders wichtig ist.
Bei Triebzügen und Straßenbahnen wird die Mehrfachtraktion eingesetzt, um das Fassungsvermögen des Zuges zu erhöhen, indem mehrere Triebzüge oder Straßenbahntriebwagen zusammengekuppelt werden. Dies ist besonders in Stoßzeiten oder auf stark frequentierten Strecken von Vorteil. Durch das An- und Abkuppeln zusätzlicher Triebzüge kann der Zug flexibel an die jeweilige Nachfrage angepasst werden.

## Geschichte
Die weltweit erste Vielfachsteuerung kam 1883 bei der von Siemens & Halske gebauten Ausstellungsbahn der Internationale Elektrotechnische Ausstellung 1891 in der Wiener Rotunde zum Einsatz. Im gleichen Jahr fand sie auch Anwendung bei der Lokalbahn Mödling–Hinterbrühl, die ebenfalls von Siemens ausgerüstet wurde. Diese frühe Form der Vielfachsteuerung war rein mechanisch und bestand aus einer gelenkigen Verbindungsstange zwischen den beiden Triebwagen, die eine gleichzeitige Ansteuerung der über Kettenzüge bewegten und unter dem Wagenkasten montierten Fahrschalter ermöglichte. Zudem soll bereits die Steuerung von einem Beiwagen möglich gewesen sein, womit der Steuerwagen erfunden war.
Die erste elektrische Vielfachsteuerung dürfte 1895 bei der ebenfalls von Siemens ausgerüsteten ersten Budapester Metrólinie Anwendung gefunden haben.

## Abgrenzung
Von der Mehrfachtraktion sind folgende Konzepte zu unterscheiden:
- Doppellokomotiven und Mehrfachlokomotiven, sowie Triebzüge, die aus mehreren Antriebseinheiten bestehen, die betrieblich nicht trennbar sind
- Wagenlok, eine zusätzlich zur Zuglokomotive in den Zug eingereihtes, nicht arbeitendes Triebfahrzeug, das als Wagen mitläuft.

## Besondere Formen

### Sandwich

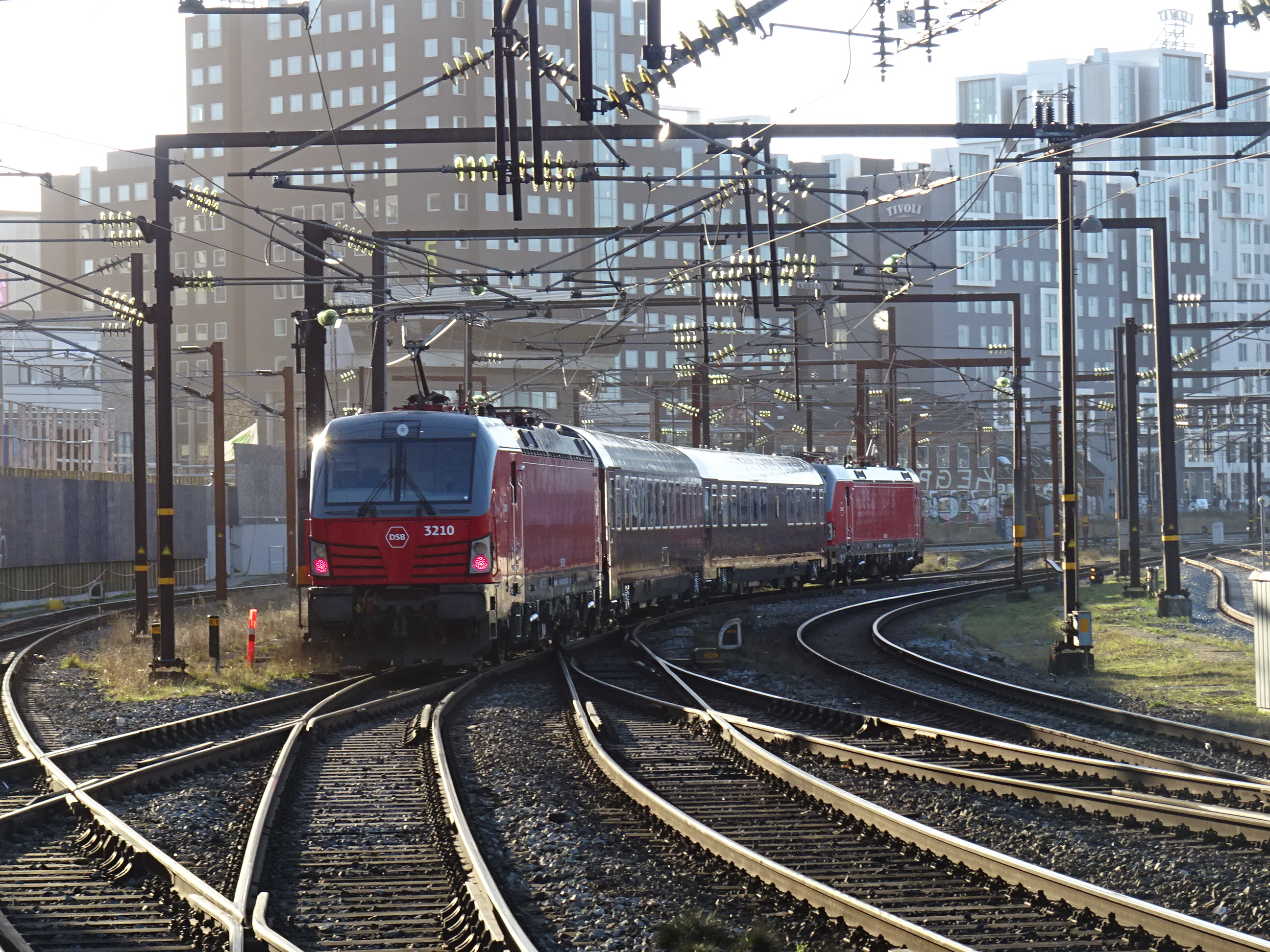
Sonderzug der Dänischen Bahn mit beidseitig je einer Lokomotive

Das im Eisenbahnjargon als Lokomotivsandwich (seltener auch Tandem, in der Schweiz Doppelpendelzug) bezeichnete Fahren mit zwei Triebfahrzeugen an den entgegengesetzten Enden eines Wagenzuges, unterscheidet sich von der Doppeltraktion durch geringere Kupplungsbelastung und Wendezugfähigkeit ohne Notwendigkeit eines Steuerwagens. Die eingesetzten Wagen müssen allerdings mit einer Steuerleitung ausgerüstet sein.
Die DB Cargo begann 2017 mit der Entwicklung und Erprobung einer zeitmultiplexen Mehrfachtraktionssteuerung, die mit einer Mobilfunkverbindung arbeitet, keine Steuerleitung benötigt und deshalb auch bei Güterzügen eingesetzt werden kann. Das System nennt sie Distributed Power System (DPS).

### Verteilte Traktion
Bei der verteilten Traktion laufen Lokomotiven oder Lokomotivgruppen nicht nur an den Enden, sondern auch in der Mitte eines Wagenzuges. Dies ermöglicht es, größere Zugkräfte an einen Zug zu bringen, ohne die Kupplungen überzubeanspruchen. Im Personenverkehr wird die verteilte Traktion vor allem genutzt, um schnelleres Kuppeln zweier Einheiten zu ermöglichen, ohne den Zug vorher aufwendig von der Lokomotive trennen zu müssen, wie zum Beispiel beim Railjet der Österreichischen Bundesbahnen.
In Mittel- und Westeuropa sind im Güterverkehr allgemein keine Mehrfachtraktionsformen außer der einfachen Doppeltraktion mehr üblich, obwohl die SBB in den 1990er Jahren Versuche mit funkferngesteuerten Zwischen- und Schiebelokomotiven auf der Gotthardbahn durchführten. Seit der Inbetriebnahme des Lötschberg- und Gotthard-Basistunnels ist auch in der Schweiz der aufwendige Zwischen- und Schiebedienst selten geworden.
In den USA, Australien und Südafrika gibt es mehrere Kilometer lange Güterzüge. Die hohen Zugmassen und die große Länge der Züge erfordern verteilte Traktion (englisch: Distributed Power). Bis zu zwölf Lokomotiven pro Zug können vorkommen, wie es beispielsweise auf der Bahnstrecke Sishen–Saldanha in Südafrika der Fall ist. Dabei erlaubt die hohe Festigkeit der für solche Fälle verwendeten Janney-Kupplungen die Verwendung von bis zu vier sechsachsigen Lokomotiven an der Zugspitze.

### A-Unit und B-Unit

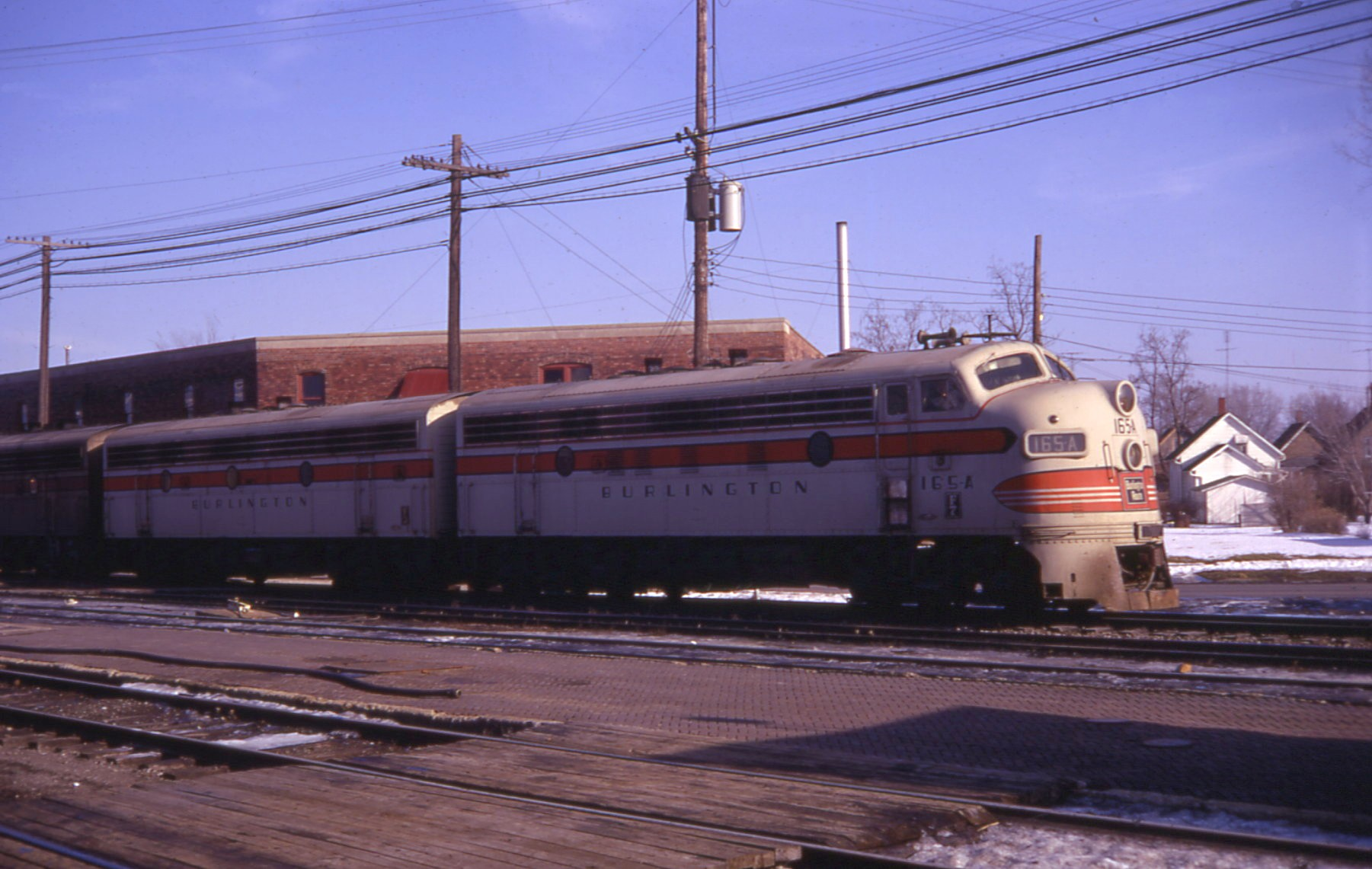
B- und A-Unit der EMD F7

In den Vereinigten Staaten wurden für die Beförderung schwerer Güterzüge in Mehrfachtraktion führerstandslose Diesellokomotiven entwickelt, die man als B-Unit oder als Booster bezeichnete. Diese wurden von einer A-Unit, also einer Lokomotive mit einem Führerstand, aus gesteuert.

### Geführte Triebwagen bei der Straßenbahn

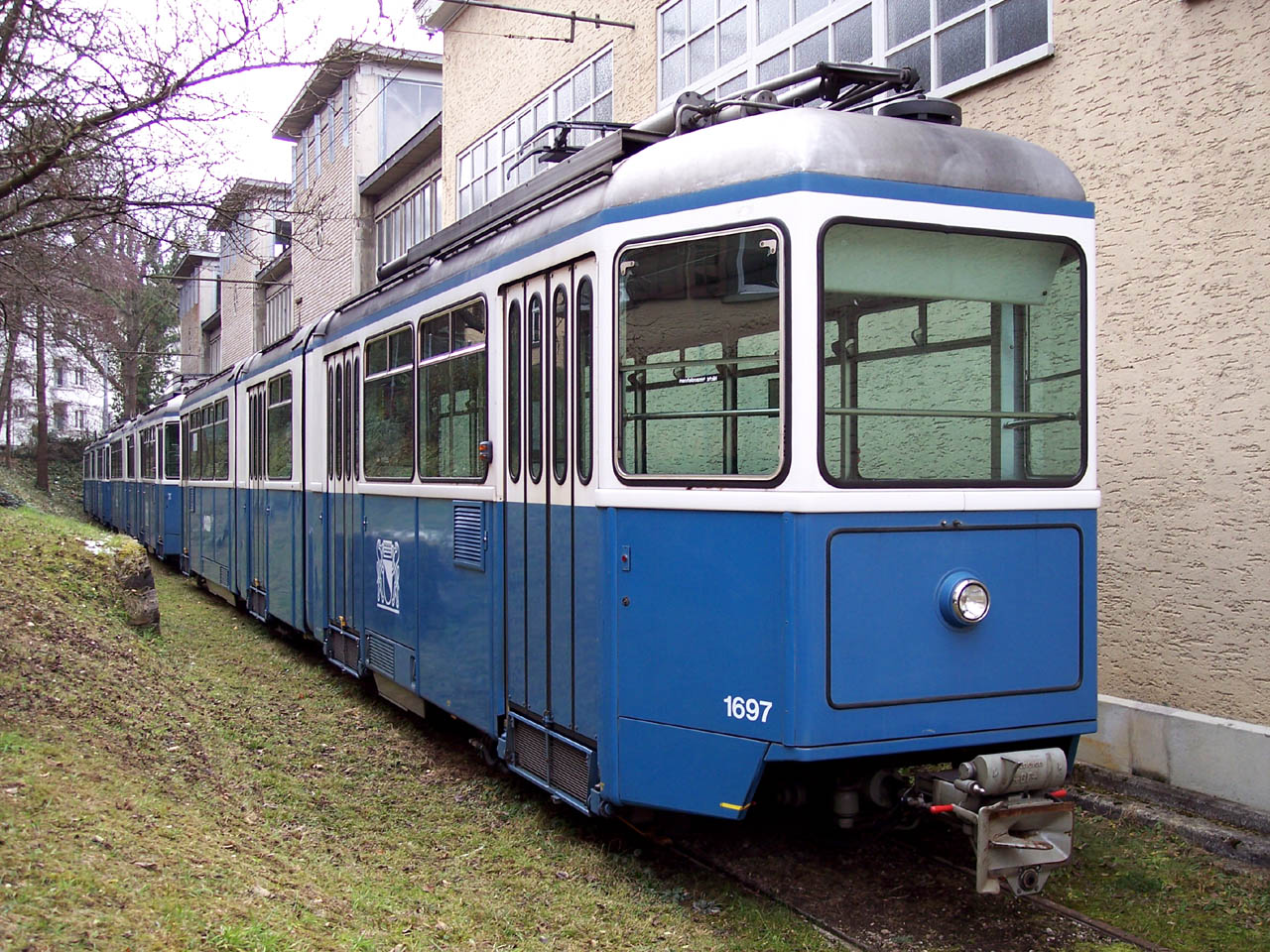
Eine führerstandlose Be 4/6 (Mirage) der VBZ, mit dem Spitznamen „Blinde Kuh“. Man beachte die fehlende Zielanzeige.

Vereinzelt existieren im Straßenbahnbereich sogenannte Beitriebwagen. Diese sind angetrieben, besitzen aber keinen vollwertigen Führerstand und können daher nicht an der Zugspitze laufen. In vielen U-Bahn-Betrieben werden ebenfalls Triebwagen ohne Führerstand eingesetzt.

## Steuerungsarten

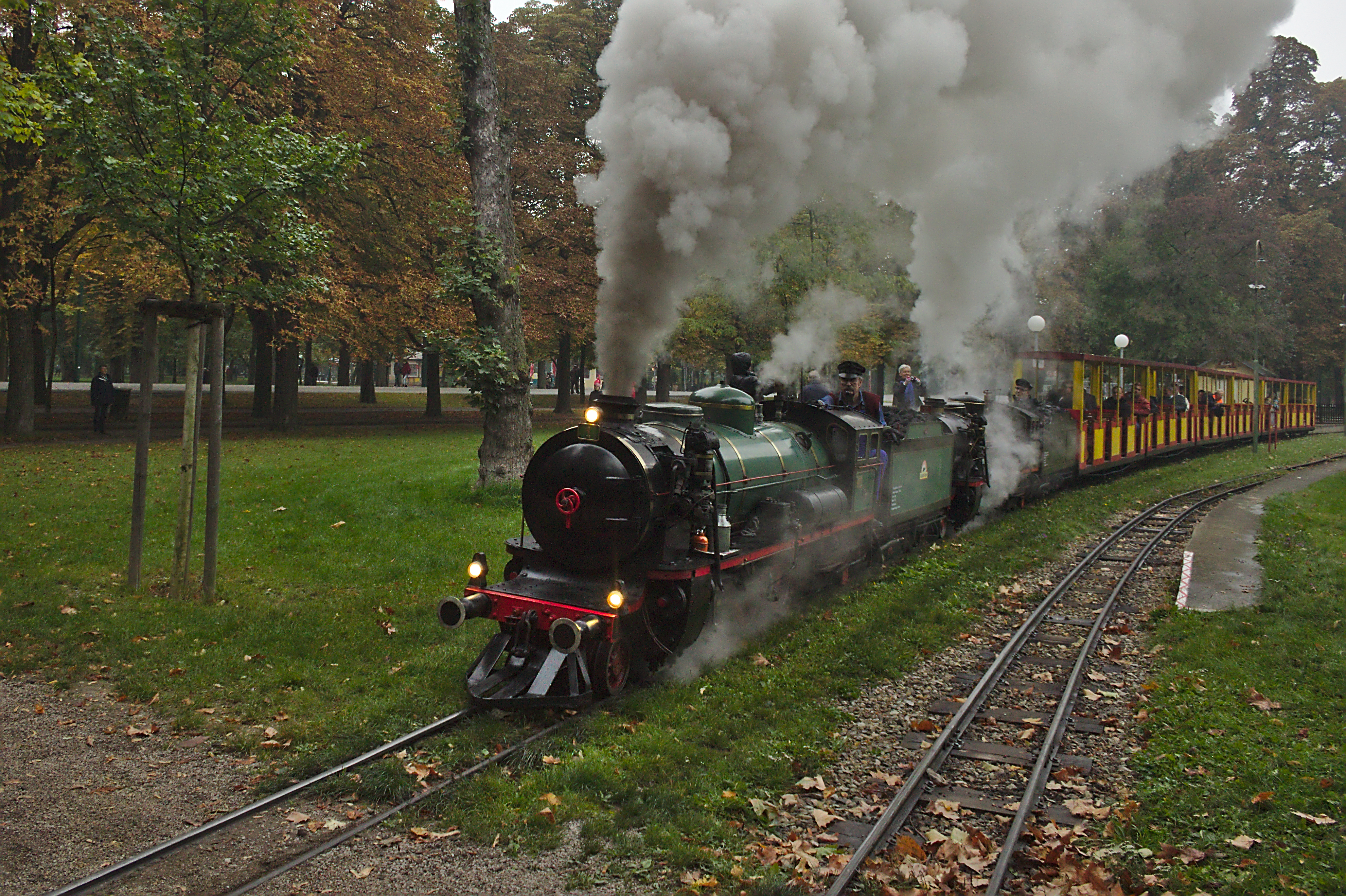
Zwei Dampflokomotiven ziehen im Vorspannbetrieb einen Zug der Liliputbahn im Wiener Prater, einer Parkeisenbahn

Im Dampflokzeitalter gab es keine Mehrfachtraktion mit Steuerung durch die erste Lokomotive, sondern nur Mehrfachtraktion mittels Vorspannlokomotive oder Nachschieben; alle Lokomotiven waren mit Personal besetzt und wurden einzeln gesteuert, die Kommunikation erfolgte durch Pfeifsignale.
In Europa werden Triebfahrzeuge heute generell über Leitungsverbindungen gesteuert. Bei einer klassischen Vielfachsteuerung mit vielpoligen Steuerleitungen werden in der Regel die Schaltwerke der einzelnen Triebfahrzeuge direkt angesteuert. Neuere, zeitmultiplexe Steuerungen kommen mit einem Aderpaar aus, dabei kommunizieren die Steuerungsrechner der Fahrzeuge über Buskabel, die auch durch die Mittelwagen geleitet werden müssen. Manchmal sind nur baugleiche Fahrzeuge miteinander traktionsfähig. In Deutschland und der Schweiz können viele Lokomotiven und Steuerwagen untereinander vielfachgesteuert werden. Siehe auch: Vielfachsteuerung.
Die verteilte Traktion von schweren Güterzügen erfolgt meist per Funkfernsteuerung oder seltener über ein vorhandenes Kabel für die elektropneumatische Bremse.